# الکساندراوکا، جیمینا دالیکاو، لودز ویوودشیپ
الکساندراوکا، جیمینا دالیکاو، لودز ویوودشیپ (به لاتین: Aleksandrówka, Gmina Dalików, Łódź Voivodeship) یک منطقهٔ مسکونی در لهستان است که در استان ووتسکی واقع شده‌است.